# دنیا (فیلم ۱۳۸۰)
دنیا فیلم به کارگردانی منوچهر مصیری، نویسندگی فرهاد توحیدی، تهیه‌کنندگی علی‌اکبر مزینانی و با بازی هدیه تهرانی و محمدرضا شریفی‌نیا محصول سال ۱۳۸۱ است.
فرهاد توحیدی برای این فیلم کاندیدای بهترین فیلمنامه و گوهر خیراندیش برنده بهترین بازیگر نقش دوم زن از جشن خانه سینما شد.

## خلاصه داستان
حاج عنایت، مرد شصت ساله ثروتمندی، قصد فروش خانه بزرگ و قدیمی اش را دارد که با مقاومت همسرش روبرو می‌شود. عنایت در آژانس املاکش با دختر از فرنگ برگشته ای به نام دنیا آشنا می‌شود که خواهان خریدن خانه قدیمی اوست. عنایت او را راضی می‌کند در یکی از آپارتمان‌هایی که ساخته مستقر شود تا اگر معامله او با مشتری اول سرنگرفت، خانه را به دنیا بفروشد. عنایت که به دنیا علاقه‌مند شده، همسر و دخترش را برای زیارت یک‌ماهه به سوریه می‌فرستد. از سوی دیگر خانه بزرگ را تخلیه و به آپارتمانی در همسایگی دنیا اسباب‌کشی می‌کند. رابطه او و دنیا هر روز صمیمانه تر می‌شود و عنایت سعی می‌کند از نظر ظاهر به مردی جوان پسند و مورد علاقه دنیا تبدیل شود. بالاخره پس از اینکه موهایش را رنگ کرده و ریش‌هایش را تراشیده، از دنیا خواستگاری می‌کند و او را به عقد خود درمی‌آورد، به این شرط که خانه قدیمی را به نام دنیا کند. همسر و دختر عنایت از سفر برمی گردند، در حالی که از ازدواج دنیا و حاجی خبر ندارند. زن گلایه می‌کند که عنایت قول داده بود خانه را نفروشد. یک شب که عنایت و دنیا با هم در خانه تنها هستند همسر و فرزندان عنایت سر می‌رسند و دنیا به آنها می‌گوید که همسر رسمی حاجی است. زندگی عنایت از هم می‌پاشد و خانواده اش او را ترک می‌کنند. در این بین حاجی متوجه رابطه مشکوک یکی از دوستانش با دنیا می‌شود و با دنیا مشاجره می‌کند و دنیا خانه را ترک می‌کند. عنایت روزگار بدی را می‌گذراند، تا اینکه با دنبال کردن ردپای دنیا به زیرزمین خانه قدیمی می‌رود و در آنجا با دیدن آلبوم عکس‌های دنیا متوجه می‌شود او از اقوام آن مرد غریبه است. دنیا سر می‌رسد و به عنایت می‌گوید صاحب اصلی خانه است؛ خانه ای که متعلق به پدر دنیا بوده و عنایت پس از انقلاب مالک آن شده است. دنیا می‌گوید همه این کارها را انجام داده تا خانه قدیمی‌شان را دوباره به دست آورد. حاج عنایت تنها و سرگردان زیر باران می‌ماند.